# 斑带拟羊鱼
斑带拟羊鱼（学名：Mulloidichthys samoensis）为羊鱼科拟羊鱼属的鱼类，俗名海鲤。分布于非洲东岸、东至夏威夷及波利尼西亚、南至澳大利亚、新西兰、北至日本以及西沙群岛海域等，一般生活于热带珊瑚礁。该物种的模式产地在Apia、萨摩亚。